# Górki (powiat kłobucki)
Górki – wieś w Polsce położona w województwie śląskim, w powiecie kłobuckim, w gminie Przystajń.
W latach 1975–1998 miejscowość należała administracyjnie do województwa częstochowskiego.